# Georges Danton

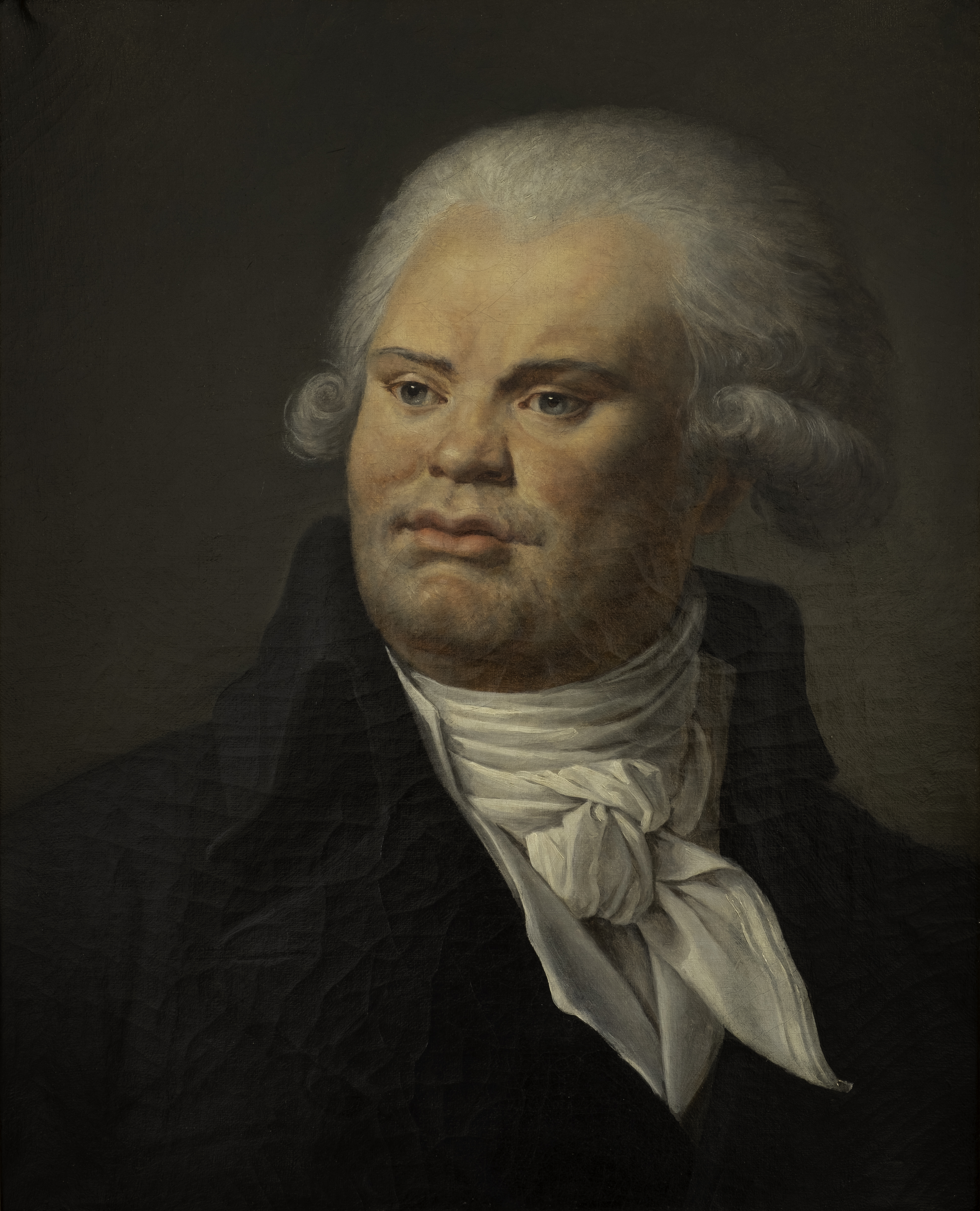
Georges Jacques Danton: Porträt (Öl auf Leinwand) von Constance Marie Charpentier, 1792

Georges Jacques Danton (* 26. Oktober 1759 in Arcis-sur-Aube, Département Aube; † 5. April 1794 in Paris) war ein französischer Politiker. Während der Französischen Revolution war er Justizminister und Leiter des ersten Wohlfahrtsausschusses und somit einer der führenden Köpfe der Ersten Französischen Republik. Weil er sich gegen die Fortsetzung der von ihm selbst mitinstallierten Terrorherrschaft aussprach, wurde er 1794 als angeblicher Verschwörer gegen die Revolution hingerichtet.

## Leben

### Frühe Jahre
Danton stammte aus einer kleinbürgerlichen Familie. Sein Vater war der Steuerbevollmächtigte Jacques Danton, seine Mutter Madeleine war eine geborene Camus. Er war das sechste von sieben überlebenden Kindern der Eheleute. Als er zwei Jahre alt war, starb sein Vater. 1770 heiratete seine Mutter den Besitzer einer Baumwollspinnerei Jean Recordain. Als Junge hatte er zwei Unfälle mit Rindern, von denen er eine gespaltene, wulstige Oberlippe und eine eingedrückte Nase davontrug. Außerdem hatten die Pocken Narben in seinem Gesicht hinterlassen. Er besuchte zunächst die Schule in Sézanne und verließ dann dreizehnjährig sein Elternhaus, um in das Priesterseminar in Troyes einzutreten; zusätzlich nahm er am Schulunterricht der dortigen Oratorianer teil. Im Juli 1775 wanderte er auf eigene Faust nach Reims, um an der Königsweihe Ludwigs XVI. teilzunehmen. 1775 verließ er Schule und Seminar. Was er in den folgenden fünf Jahren tat, ist nicht überliefert.
1780 ging er nach Paris und wurde Schreiber bei einem Anwalt beim parlement. Hier lernte er die Praxis des französischen Rechtswesens kennen und las auch die gängige aufklärerische Literatur seiner Zeit. 1784 legte er in Reims das juristische Examen ab und durfte sich fortan Advokat nennen. Für das Jahr 1788 wird er in den Registern der Freimaurerloge Neuf Sœurs erwähnt, doch ist sein Beitrittsdatum unbekannt und das Ausmaß seiner freimaurerischen Aktivitäten und Kontakte umstritten.
1787 kaufte er dem Anwalt Charles-Nicolas Huet für 68.000 Livres die Klientel und den Titel eines der 73 Rechtsanwälte bei den Conseils du Roi ab. Diese Gerichte entsprachen dem heutigen Kassationshof in Frankreich und dem Conseil d’État. Das Geld musste er sich großenteils leihen, wobei ihm Verwandte aus Arcis und sein künftiger Schwiegervater halfen. Außerdem musste Danton eine weitere juristische Prüfung mit einer lateinisch gehaltenen Rede über ein vorgegebenes Thema ablegen, was ihm im Juli 1787 gelang. Anschließend konnte er sich als Anwalt niederlassen. Bis zum Rückkauf aller gekauften Ämter im Jahre 1791 führte „maitre d’Anton“, wie er sich nun nannte (der eingefügte Apostroph sollte einen Adelstitel suggerieren) 22 Prozesse an den conseils du Roi. Diese Tätigkeit erlaubte ihm und seiner Familie – er hatte im Juni 1787 geheiratet – ein auskömmliches Leben in einer Sechszimmerwohnung in der rue des Cordeliers, nur wenige Häuser entfernt von Jean Paul Marat.

### In der Anfangszeit der Französischen Revolution
Im Juli 1789 meldete er sich freiwillig zur Garde nationale im Pariser Distrikt der Cordeliers, zu deren Präsidenten er im Oktober gewählt wurde. Im Januar 1790 übernahm er die Verteidigung Jean Paul Marats, der wegen Aufhetzung gegen „Volksfeinde“ angeklagt wurde, und ermöglichte diesem die Flucht nach England. Deswegen nun seinerseits angeklagt, entging er dem Gefängnis, indem er sich in die commune provisoire wählen ließ, die revolutionäre Stadtregierung von Paris. Nach der Aufhebung der Distrikte 1790 engagierte er sich gemeinsam mit Camille Desmoulins und Marat im radikalen Club des Cordeliers, wenig später begann er, auch den Jakobinerclub zu besuchen.
Danton beteiligte sich nach der misslungenen Flucht des Königs Ludwig XVI. als engagierter Befürworter einer Republik an einer Versammlung auf dem Marsfeld, die am 17. Juli 1791 in einer Unterschriftensammlung den Sturz des Königs sowie die Einführung der Republik forderte. Dabei feuerten Soldaten der Regierung in die Menge. Dies Ereignis wurde als Massaker auf dem Marsfeld bekannt. Als Mitorganisator wurde Danton polizeilich gesucht, entzog sich aber erneut seiner Verhaftung, diesmal durch eine Flucht, zunächst nach Arcis-sur-Aube, dann nach London, von wo er anlässlich der Wahlen zur Gesetzgebenden Nationalversammlung im September 1791 zurückkehrte. Danton wurde als Wahlmann der Pariser Sektion Théâtre Français gewählt. Im selben Jahr wurde er zum Stellvertreter des Staatsanwalts der Kommune von Paris gewählt. Der Historiker Albert Soboul (1914–1982) war überzeugt, dass Danton „vom Hof gekauft“ wurde, er habe aber keine großen Zugeständnisse gemacht.

### Erste Regierungsführung
Beim Sturm auf die Tuilerien und bei der Inhaftierung der königlichen Familie am 10. August 1792 spielte Danton durch schriftliche und mündliche Propaganda eine wesentliche Rolle. Am selben Tag übernahm er den Posten des Justizministers im mehrheitlich girondistischen Exekutivrat, wo er bald eine dominierende Rolle spielte. Während des Ersten Koalitionskriegs trat er für entschlossenen Widerstand gegen die Invasionstruppen ein. Gegen Innenminister Jean-Marie Roland de La Platière setzte er durch, dass die Regierung in Paris blieb und nicht in das sicherer scheinende Gebiet südlich der Loire floh. Am 28. August 1792 warnte er im Parlament, es gäbe „30.000 Verräter in Frankreich“. Als kurz darauf die Gefängnisse gestürmt wurden und im Septembermassaker 1.000 Insassen ermordet wurden, schritt er nicht ein. Laut Madame Roland erklärte er, das Schicksal der Gefängnisinsassen sei ihm vollkommen gleichgültig: „Je me fous bien des prisoniers“. Er rechtfertigte die Morde als notwendig, um den Willen des Volkes zu befriedigen: „Vox populi vox Dei“. Im September 1792 wurde Danton als Abgeordneter für Paris in den Nationalkonvent gewählt, woraufhin er am 9. Oktober sein Ministeramt niederlegte.

### Im Nationalkonvent

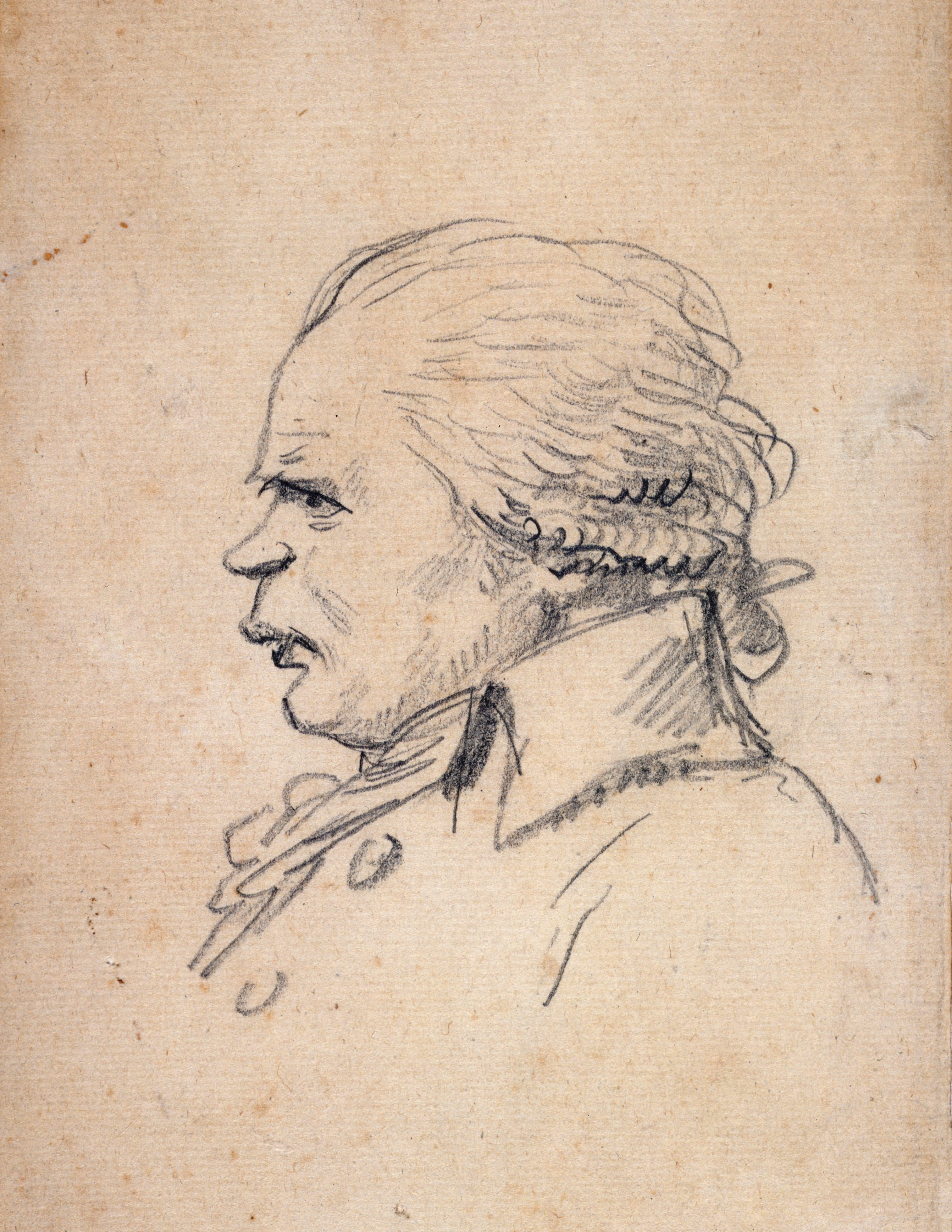
Jacques-Louis David: Danton. Skizze aus dem Jahr 1793

Im Nationalkonvent suchte Danton zunächst den Ausgleich zwischen den Parteien, der Bergpartei und den regierenden Girondisten. Diese jedoch versuchten, die Opposition zu vernichten, und erhoben Korruptionsvorwürfe gegen den ehemaligen Minister Danton, weshalb er sich der demokratischen Opposition annäherte. An der Debatte darüber, ob der ehemalige König Ludwig XVI. hingerichtet werden sollte, nahm Danton nicht teil, weil er sich auf Truppenbesuch bei General Charles-François Dumouriez in Belgien aufhielt. Bei der Abstimmung im Konvent votierte er für die Todesstrafe.

Am 31. Januar 1793 sprach sich Danton für die Annexion Belgiens und weiterer Gebiete aus: 

„Frankreichs Grenzen sind von der Natur vorgezeichnet. Wir werden sie in vier Richtungen erreichen: Am Ozean, am Rhein, an den Alpen, an den Pyrenäen.“

 Nach Dumouriez’ Misserfolgen und Verrat rief er wie schon im Jahr zuvor zu verstärkten militärischen Anstrengungen auf. Am 9. März 1793 machte er sich die Forderung mehrerer Sektionen nach einem außerordentlichen Gerichtshof zur Aburteilung feindlicher Agenten im Innern zu eigen: In Anspielung auf die Septembermorde forderte eine staatlich gelenkte Terrorherrschaft der Bergpartei, um die spontane Gewalt der Sansculotten unter Kontrolle zu bringen: 

„Keine menschliche Macht war in der Lage, dieses Überborden nationaler Rache aufzuhalten […] Lassen Sie uns das tun, was tun, was die gesetzgebende Versammlung nicht getan hat: Lassen Sie uns schrecklich sein, um dem Volk zu ersparen, es zu sein.“

Am 10. März wurden vom Konvent gegen die Stimmen der Girondisten, die Danton vorwarfen, er strebe nach der Diktatur, die später so genannten Revolutionstribunale beschlossen. Sein weiterer Vorschlag, ein Komitee mit weitreichenden Exekutivvollmachten einzurichten, wurde zunächst zurückgewiesen. Weil Danton kurz zuvor als Abgesandter des Konvents zu Dumouriez geschickt worden war, bezichtigten ihn die Girondisten, mit dem General gemeinsame Sache zu machen; Danton drehte den Vorwurf am 1. April geschickt um und trug so zum Niedergang der Girondisten bei.
Am 6. April 1793 wurde der von Danton vorgeschlagene Wohlfahrtsausschuss schließlich doch eingerichtet, in dem Danton ein dominierendes Mitglied wurde.

### Zweite Regierungsführung
Nach dem gewaltsamen Sturz der Girondisten durch die Erhebung der Pariser Sansculotten vom 31. Mai bis 2. Juni 1793 verbündete er sich endgültig mit der Bergpartei. „Ohne die Kanonen vom 31. Mai, ohne den Aufstand, würden die Verschwörer triumphieren“, rief er am 13. Juni 1793 aus. Trotz seiner wirkungsvollen Rhetorik blieben die konkreten Abwehrmaßnahmen von Dantons Wohlfahrtsausschuss kraftlos und ohne große Erfolge. Seine Versuche, durch diplomatische Verhandlungen mit dem britischen Außenminister Lord Grenville eine Lösung der Krise zu finden, scheiterten rasch und trug ihm Verdächtigungen von Cordeliers ein, er werde vom Ausland bezahlt. Gerüchte besagten, er plane die gefangene Marie-Antoinette freizulassen. Dies führte zum Bruch zwischen Danton und seinen Anhängern und den Cordeliers. Bei der Neuwahl des Wohlfahrtsausschusses am 10. Juli 1793 wurde er nicht wiedergewählt.

### Erneute Aktivität im Nationalkonvent
Stattdessen übernahm er am 25. Juli den Vorsitz des Nationalkonvents. In dieser Position forderte Danton in einer Rede am 1. August 1793, angesichts der Bedrohungen der Revolution durch den Koalitionskrieg und den Aufstand der Vendée den Wohlfahrtsausschuss des Nationalkonvents als Notstandsregierung einzusetzen. Darin rief er erneut zu Terrormaßnahmen gegen die Feinde der Revolution und einer verstärkten Anstrengung im Krieg auf. Als die terreur dann tatsächlich in Gang kam, versuchte Danton zu mäßigen. So ließ er die Zahl der wöchentlichen Sitzungen der Pariser Sektionen beschränken. Nachdem der Wohlfahrtsausschuss am 10. Oktober tatsächlich die von ihm geforderten unbeschränkten Vollmachten erhalten hatte, zog sich Danton für mehrere Wochen nach Arcis-sur-Aube zurück.

### Sturz und Tod

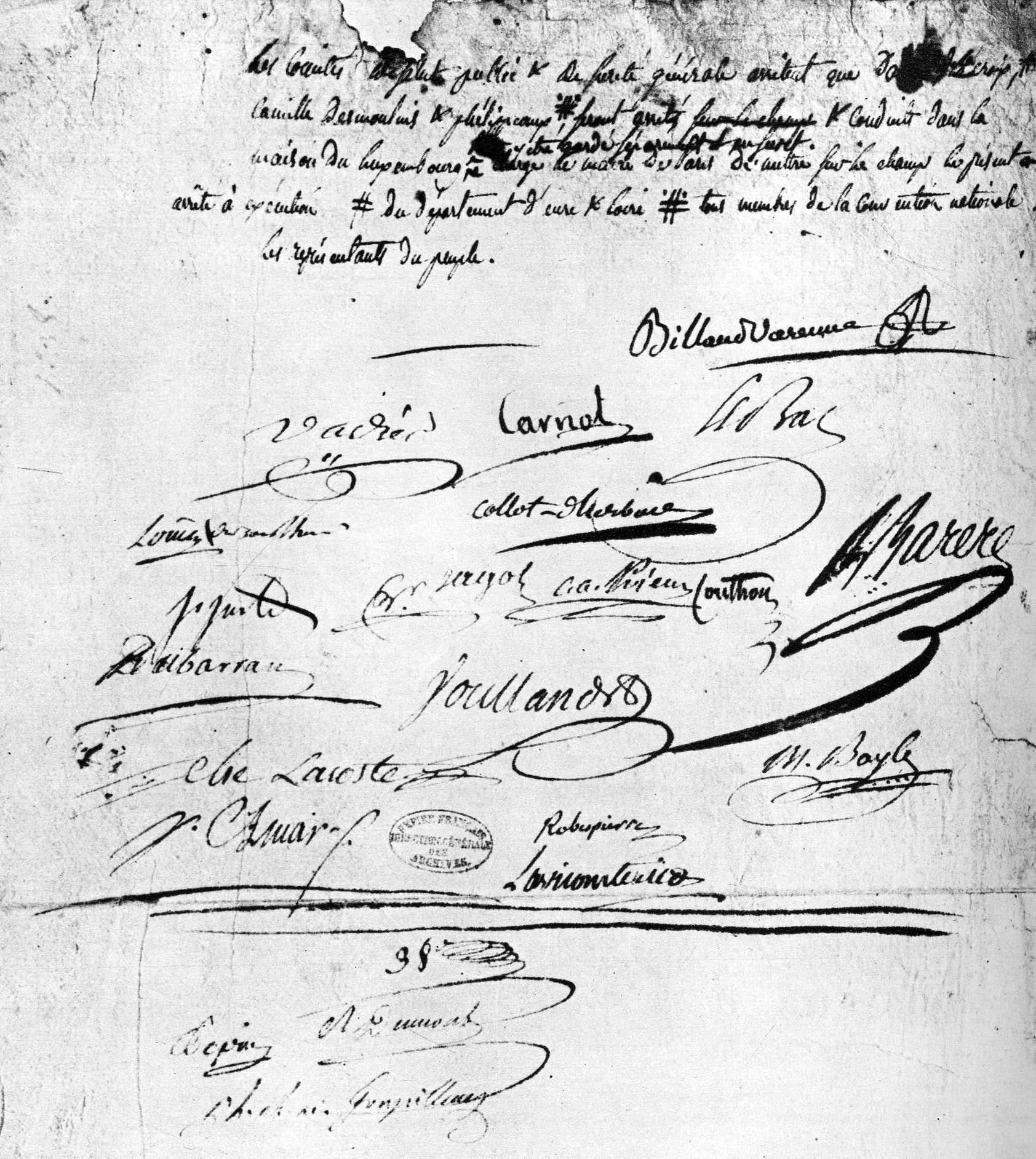
Der Befehl zur Verhaftung Dantons und seiner Freunde mit den Unterschriften einiger Mitglieder des Wohlfahrtsausschusses.

Als Danton im November 1793 nach Paris zurückkehrte, war die Kampagne der Hébertisten für eine radikale Entchristianisierung in vollem Gange. Danton solidarisierte sich mit Robespierre, der gegen diese Bewegung vorging. Unter Wortführung Camille Desmoulins’, des Herausgebers des Vieux cordelier, polemisierten die Dantonisten gegen die Hébertisten und die radikalen Revolutionäre, denen sie unterstellten, allesamt Agenten des britischen Premierministers William Pitt zu sein. Indirekt zielten die Angriffe auch gegen die Regierung und den Terror, dessen Fortsetzung nach der Beruhigung der militärischen Lage nicht mehr nötig schien. Am 1. Dezember 1793 erklärte Danton, die Sansculotten, die wiederholt mit Piken bewaffnet in die Politik eingegriffen hatten, hätten nun ausgespielt: 

„Wir müssen uns bewußt sein, daß man mit der Pike wohl den Umsturz schafft, daß man aber das Gebäude der Gesellschaft nur mit dem Kompaß der Vernunft und des Geistes erreichen und fest verankern kann.“

Deswegen wurden Danton und seine Anhänger von Robespierre abschätzig Indulgenten (die Nachgiebigen) genannt. Albert Soboul vermutet, Danton habe mit dieser zweigleisigen Politik seiner Anhänger den Wohlfahrtsausschuss spalten und dessen Macht dadurch begrenzen wollen. Vielleicht habe er damit auch versucht, persönliche Freunde zu retten, die in die so genannte Verschwörung des Auslands oder wie Fabre d’Églantine in die Korruptionsaffäre um die Auflösung der Französischen Ostindienkompanie verwickelt gewesen sein sollen. Seine Forderung, sie vor einer Verurteilung erst anzuhören, trug ihm selbst im Januar 1794 erneute Verdächtigungen ein.
Im März 1794 beendete der Wohlfahrtsausschuss die Polemik zwischen den Dantonisten, die für eine Mäßigung des Terrors eintraten, und den Hébertisten, die seine Verschärfung verlangten, indem er letztere zum Tode verurteilen ließ. Noch vor der Hinrichtung Jacques-René Héberts beschloss er auch die Verhaftung Dantons und seiner Anhänger. Ihr Sprachrohr, der Vieux cordelier, durfte nicht mehr erscheinen. Robespierre erklärte, gemeinsam mit den von ihnen bekämpften Hébertisten seien die Dantonisten Teil der „Verschwörung des Auslands“, deren Ziel eine Niederlage Frankreichs im Koalitionskrieg sei. Trotz wiederholter Warnungen kehrte Danton, der sich zu einem Kurzurlaub in Sèvres aufhielt, am 29. März nach Paris zurück, weil er sich nicht vorstellen konnte, dass sich der Terror gegen ihn selbst richten würde: „Ils n’oseront pas!“, „sie werden es nicht wagen“, soll er wiederholt gesagt haben.
Am 30. März 1794 wurde Danton gemeinsam mit Desmoulins, Jean-François Delacroix und Pierre Philippeaux verhaftet und zunächst in das Luxembourg-Gefängnis verbracht. Im Nationalkonvent wurde am gleichen Tag zunächst Kritik an den Verhaftungen laut, die Robespierre mit Drohungen zum Schweigen brachte:

„Ich behaupte, daß, wer immer in diesem Augenblick zittert, schuldig ist, denn die Unschuld hat von der öffentlichen Überwachung nichts zu befürchten.“

Louis Antoine de Saint-Just trug die Vorwürfe gegen die Dantonisten im Zusammenhang vor: Beide Faktionen, Héberts „falsche Patrioten“ und Dantons Indulgenten, würden bei aller Gegensätzlichkeit in Wahrheit dasselbe Ziel verfolgen, nämlich die Revolution rückgängig zu machen. Es gebe nur zwei politische Richtungen in Frankreich, die wahren Patrioten und die bestechlichen „Komplizen des Auslands“. Ausführlich ließ Saint-Just die nicht immer konsequenten Handlungen und Unterlassungen Dantons und seine persönlichen Beziehungen seit 1790 Revue passieren und deutete sie alle als Belege für konterrevolutionäre Konspiration und Korruption:

„Ich bin davon überzeugt, daß diese Faktion der Nachsichtigen mit allen anderen verbunden ist, daß sie immer scheinheilig war, zunächst an die neue Dynastie verkauft, dann an alle Faktionen […] Es ist klar, daß sie das Ziel verfolgten, das Ende des gegenwärtigen Regimes herbeizuführen, und es ist offensichtlich, daß es die Monarchie war, die man an seine Stelle setzen wollte!“

Der Konvent stimmte daraufhin einstimmig dafür, Danton und seine Freunde als royalistische Verschwörer anzuklagen.
Die Verhafteten wurden nun in die Conciergerie überstellt. Gegen seine erklärte Absicht, sich selbst zu verteidigen, bekam Danton einen Pflichtverteidiger zugewiesen. Im Prozess vor dem Revolutionstribunal, der am 2. April unter dem Vorsitz von Martial Herman in der Salle de la Liberté des Justizpalastes eröffnet wurde, pflichtete dieser zumeist dem Ankläger Antoine Quentin Fouquier-Tinville bei. Unter den insgesamt vierzehn Angeklagten befanden sich neben Danton und seinen oben erwähnten Anhängern auch Fabre d’Eglantine, General François-Joseph Westermann, der den Vendée-Aufstand niedergeschlagen hatte, der Abgeordnete Marie-Jean Hérault de Séchelles sowie einige bestechliche Konventsabgeordnete, angebliche Agenten des Auslands und Spekulanten. Diese Kombination politischer und finanzieller Delikte sollte einen Schuldspruch garantieren. Die Richter waren für den Fall, dass sie Milde zeigten, mit Bestrafung bedroht worden, und statt der üblichen zwölf gab es nur sieben Geschworene, da man für die heikle Aufgabe, den beliebten Revolutionär abzuurteilen, sonst niemanden fand.
Während des Prozesses gab Danton sarkastische Bonmots zum Besten: So erwiderte er zu Beginn auf die Frage nach seinem Wohnort: „Bald im Nichts, danach im Pantheon der Geschichte! Was macht es mir schon aus!“ Er forderte, Entlastungszeugen vorzuladen und im Konvent einen Ausschuss zu bilden, der das diktatorische System des Wohlfahrtsausschusses untersuchen solle. Am 3. April hielt er eine großangelegte Verteidigungsrede, in der er alle Vorwürfe der Anklage zurückwies und sich als konsequenten und uneigennützigen Kämpfer für die Revolution darstellte. Da das Protokoll des Prozesses als unzuverlässig gilt, besteht über den genauen Inhalt seiner Ausführungen keine Sicherheit. Es scheint ihm jedoch gelungen zu sein, das Publikum auf seine Seite zu ziehen. Richter Herman unterbrach nach einigen Stunden Dantons Rede und schlug vor, den Rest auf den Folgetag zu verschieben. Danton willigte ein, bekam am folgenden Tag das Wort aber nicht wieder erteilt. Zunächst wurden die Aussagen anderer Angeklagter gehört, dann brachte ein Bote einen Beschluss des Konvents, wonach „jeder Verschwörer, der sich Gerichtsbarkeit der Nation widersetzt oder sie beschimpft, […] von der Sitzung ausgeschlossen werden“ könne. Dieser Beschluss, um den Fouquier-Tinville und Herman dringlich gebeten hatten, war von Saint-Just ohne Aussprache durchs Parlament gebracht worden. Herman wendete ihn am 5. April an, als die Angeklagten heftig gegen Fouquier-Tinvilles Vorschlag protestierten, die Anhörung vorzeitig zu beenden, falls die Geschworenen sich für hinreichend informiert erklärten. Alle Angeklagten wurden zurück in die Conciergerie gebracht. Im Gerichtssaal wurde anschließend ein angebliches Beweisstück präsentiert: Ein in Dantons Wohnung gefundener Brief eines englischen Agenten vom September 1793, der einen Bankier anwies, „C.D.“ für konterrevolutionäre Dienste zu entlohnen. Das konnte „citoyen Danton“ heißen, aber auch „Camille Desmoulins“, die Zuordnung ist nicht sicher. Die Geschworenen erklärten sich nun für hinreichend informiert und sprachen alle vierzehn Angeklagten schuldig; nach Einschätzung von Dantons Biograph Frédéric Bluche ein klarer Justizmord.

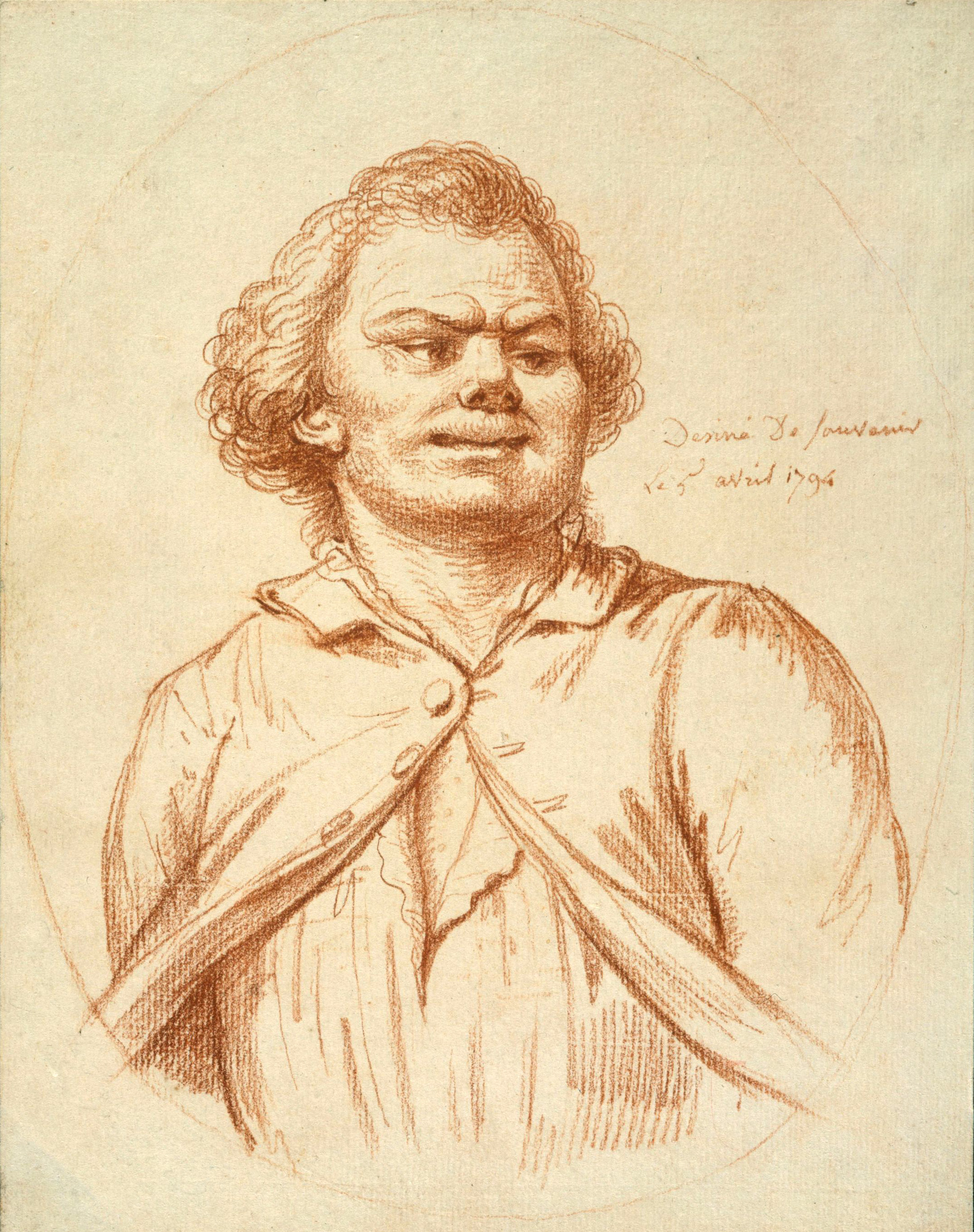
Pierre-Alexandre Wille: Danton auf dem Weg zum Schafott. Zeichnung aus dem Jahr 1794.

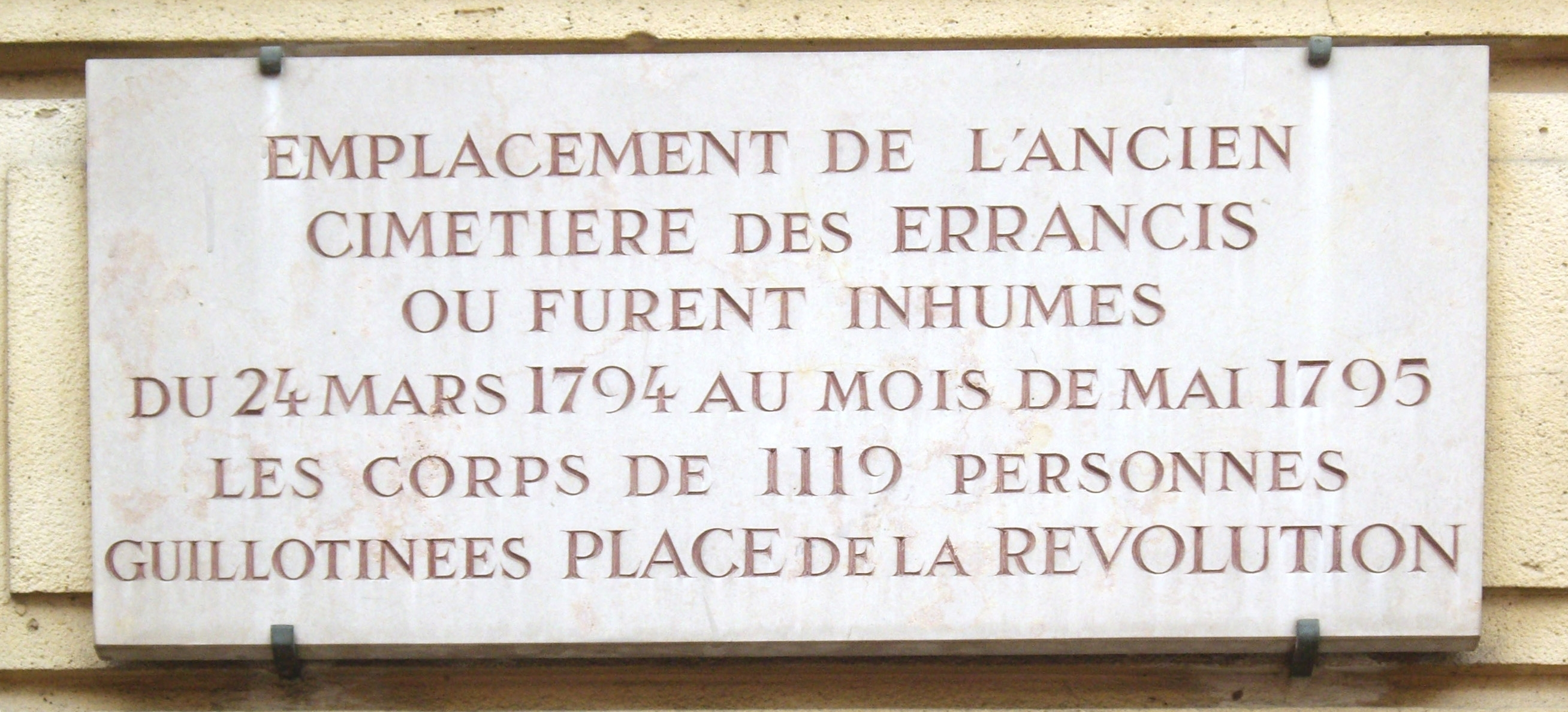
Plakette in der rue Monceau, die an den Begräbnisort der während des Terrors Guillotinierten erinnert

Das Todesurteil wurde den Angeklagten von einem Gerichtsdiener im Gefängnis vorgelesen, anschließend wurden sie auf Karren zur Place de la Révolution transportiert, wo die Guillotine stand. Danton bestieg als letzter der Vierzehn das Schafott. Seine letzten Worte sollen an den Henker Charles Henri Sanson gerichtet gewesen sein: „Vergiß vor allem nicht, dem Volk meinen Kopf zu zeigen; er ist gut anzusehen“. Sein Leichnam wurde in einem Massengrab auf dem Cimetière des Errancis im 8. Arrondissement bestattet. Danton wurde 34 Jahre alt.

### Privatleben
1787 heiratete er Antoinette Charpentier, die Tochter des Wirts im Café de l‘Ecole, wo er in seiner Zeit als Advokat häufig verkehrte. Mit ihr hatte er drei Söhne, der älteste starb im Alter von einem Jahr. Antoinette Danton kam am 12. Februar 1793 bei der Geburt ihres vierten Kindes ums Leben, das gleichfalls nicht überlebte. Am 17. Juni 1793 nahm Danton die erst sechzehnjährige Sebastienne-Louise Gely zur Frau, die ihren Mann um Jahrzehnte überlebte. Sie starb 1856.

## Wirkung
In der Geschichtsschreibung der Dritten Republik, namentlich im Werk François-Alphonse Aulards (1849–1928), wurde Danton wegen seiner Vitalität und seiner Ablehnung revolutionärer Gewalt zum Helden und positiven Gegenbild zu Robespierre verklärt. Ihm widersprach Albert Mathiez (1874–1932), der Robespierre und seinen sozialen Jakobinismus positiver wertete und hinter dem personalen Konflikt zwischen beiden Männern das sozialgeschichtliche Movens herausarbeitete. Der ehemalige Ministerpräsident Louis Barthou legte 1932 eine Biographie Dantons vor, die den Revolutionär wieder in einem sehr positiven Licht zeichnete.
In der Dritten Republik entstanden auch mehrere Denkmäler Dantons, etwa in seinem Geburtsort 1888, in Paris am Boulevard Saint-Germain 1891 oder Edmond Descas Standbild in Tarbes aus dem Jahr 1903.

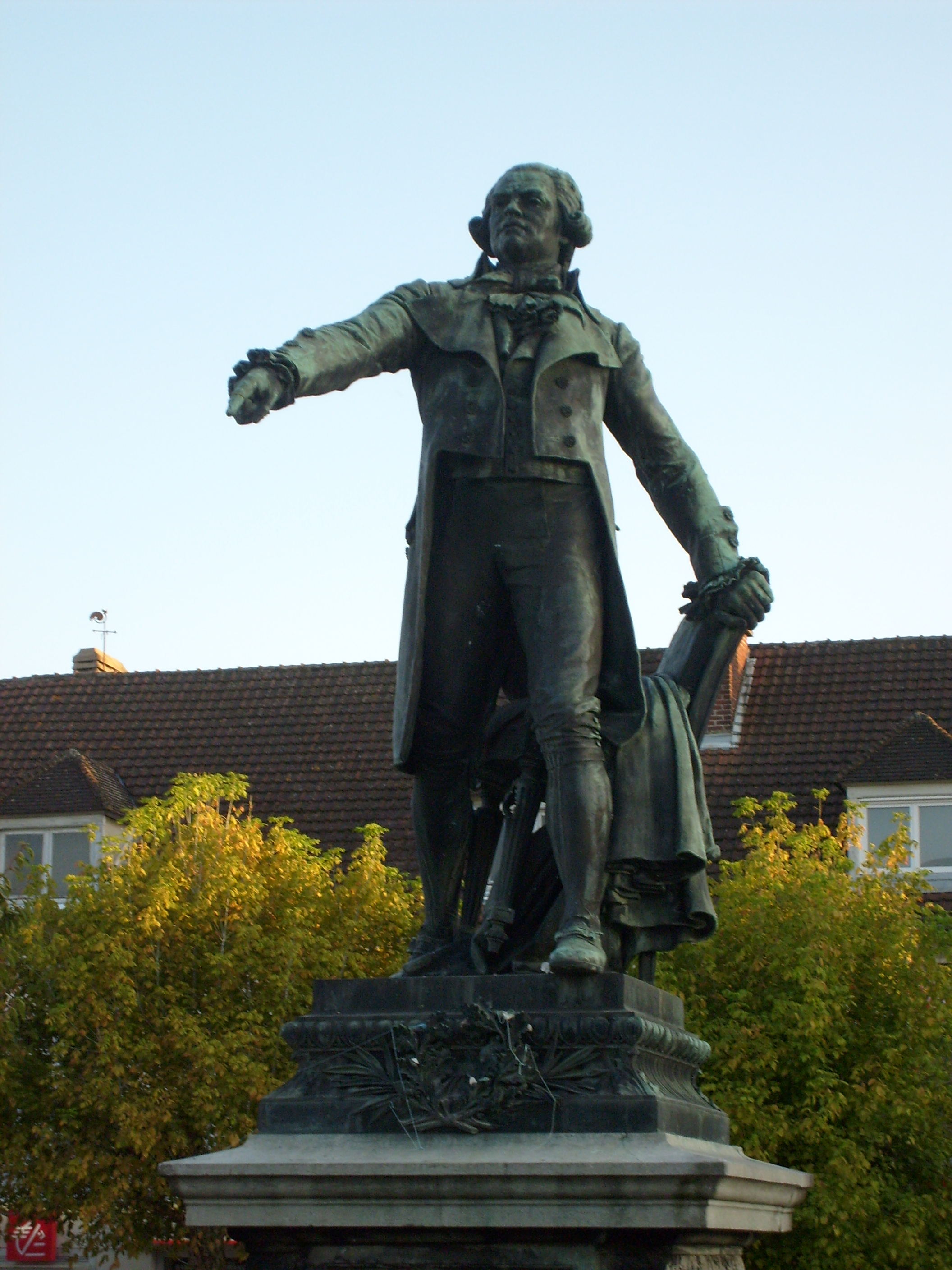
Denkmal in Arcis-sur-Aube
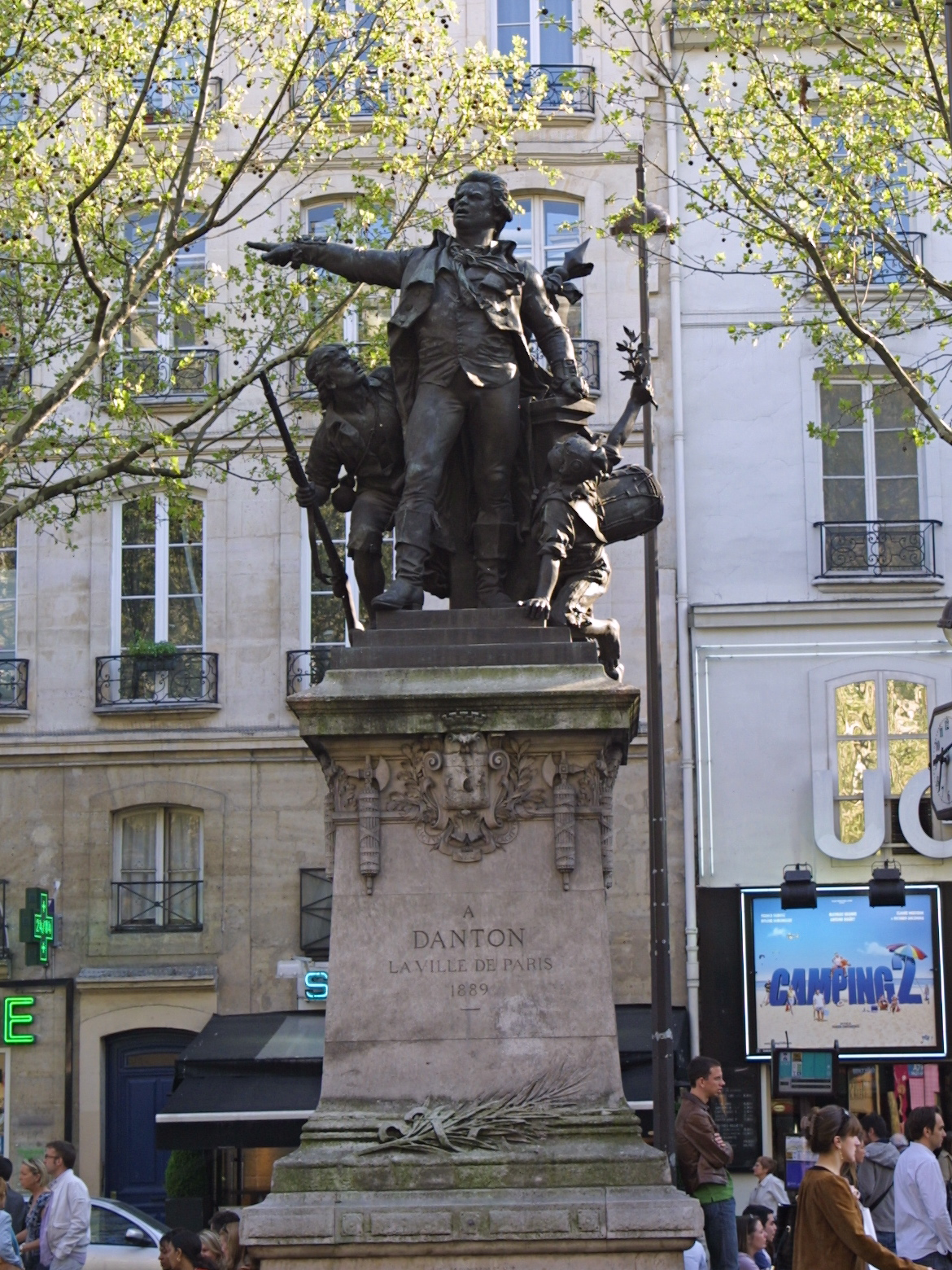
Denkmal in Paris
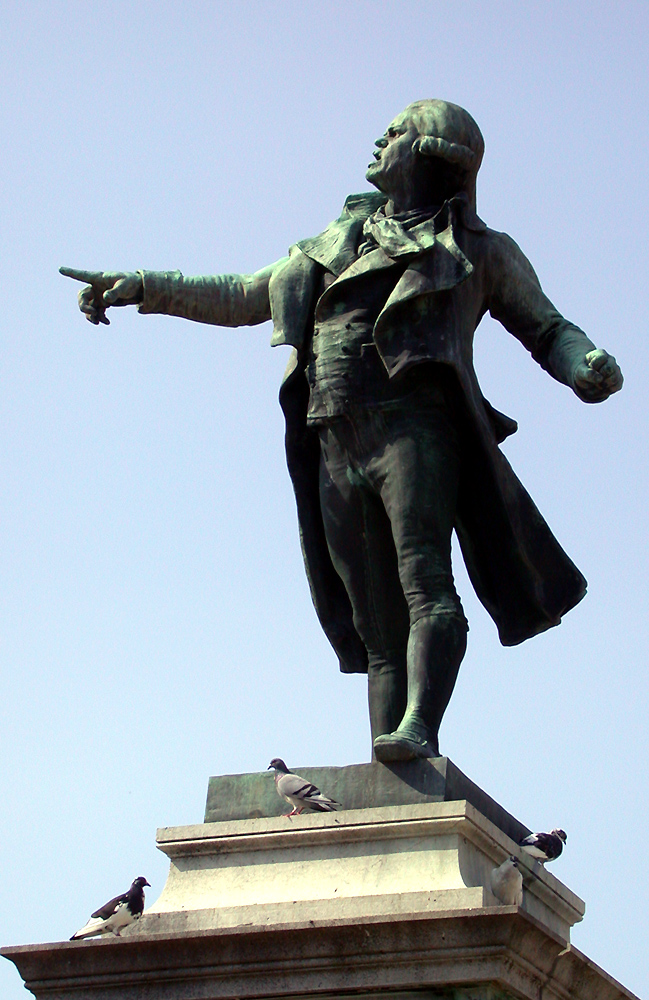
Denkmal in Tarbes

Sein Schicksal ist Gegenstand von Georg Büchners Drama Dantons Tod, des Dramas Danton von Romain Rolland sowie des Romans Brüder von Hilary Mantel. Er ist Thema mehrerer Verfilmungen. In Victor Hugos Historienroman 1793 aus dem Jahr 1874 wird ein fiktives Streitgespräch Dantons mit Robespierre und Marat geschildert, das im Juni 1793 stattgefunden haben soll. Darin vertritt Danton die These, die größte Gefahr für die Republik rühre von den preußischen und österreichischen Invasionstruppen her, während Robespierre den Aufstand der Vendée und eine englische Invasion, Marat aber Verschwörungen und Verrat im Inneren am meisten fürchten. Marat beschimpft zudem Danton als korrupt.
Danton ist auch Gegenstand des gleichnamigen französischen Historienfilms aus dem Jahr 1983 in der Regie des Polen Andrzej Wajda mit Gérard Depardieu in der Hauptrolle.

## Werke
- Hector Fleischmann (Hrsg.): Discours Civiques de Danton. Avec une introduction et des notes. Bibliothèque-Charpentier. Paris 1920 (online im Project Gutenberg).